# Iavoriv, Cosău
Iavoriv este un sat reședință de comună în raionul Cosău, regiunea Ivano-Frankovsk din Ucraina. Are 2.430 locuitori. Satul e situat în Carpații Pocuției, la 12 km sud de orașul Cosău. Localitatea este renumită în întreaga Ucraina pentru meșterii săi în prelucrarea lemnului, precum și pentru peisajul montan extraordinar, care atrage anual mii de turiști, inclusiv din afara hotarelor Ucrainei.

## Demografie
Componența lingvistică a comunei Iavoriv
     Ucraineană (99,96%)
     Alte limbi (0,04%)
Conform recensământului din 2001, majoritatea populației comunei Iavoriv era vorbitoare de ucraineană (99,96%), existând în minoritate și vorbitori de alte limbi.